# Parkinsonismo
El parkinsonismo es un síndrome clínico que se caracteriza por temblor, bradicinesia, rigidez, e inestabilidad postural. Se encuentra en la enfermedad de Parkinson (EP) —de la cual obtuvo su nombre—, la demencia con cuerpos de Lewy, y la demencia de la enfermedad de Parkinson (DEP), y muchas otras condiciones. Una amplia gama de causas pueden llevar a este conjunto de síntomas, incluyendo condiciones neurodegenerativas, drogas, toxinas, enfermedades metabólicas, y otras condiciones neurológicas distintas de la enfermedad de Parkinson.

## Causas

### Inducida por fármacos
Aproximadamente el 7% de las personas con parkinsonismo desarrolló los síntomas como resultado de los efectos secundarios de los medicamentos, principalmente neurolépticos antipsicóticos, especialmente las fenotiazinas (tales como la perfenazina y la clorpromazina), tioxantenos (como el flupentixol y el zuclopentixol) y butirofenonas (como el haloperidol), y rara vez, los antidepresivos. La incidencia del parkinsonismo inducido por fármacos aumenta con la edad. El parkinsonismo inducido por fármacos tiende a quedarse en su nivel actual, no progresa como la enfermedad de Parkinson.

### Las toxinas...
Existe evidencia de un vínculo entre la exposición a pesticidas y herbicidas y la EP; un aumento de dos veces en el riesgo fue visto con la exposición al paraquat o al maneb/mancozeb.
Ha sido demostrado que la exposición crónica al manganeso (Mn) produce una enfermedad que se parece al parkinsonismo que se caracteriza por anomalías en los movimientos. Esta condición no responde a las típicas terapias que se utilizan en el tratamiento de la EP, lo que sugiere una vía alternativa a la típica pérdida dopaminérgica dentro de la sustancia negra. El manganeso puede acumularse en los ganglios basales, lo que conduce a los movimientos anormales. Una mutación del gen SLC30A10, que produce una proteína transportadora de manganeso necesaria para la disminución del Mn intracelular, ha sido vinculada con el desarrollo de esta enfermedad que se parece al Parkinsonismo. La presencia de cuerpos de Lewy, típicos de la EP, no se ven en el parkinsonismo inducido por Mn.

## Condiciones en que se presenta
El parkinsonismo se produce en muchas condiciones.
Condiciones neurodegenerativas y el síndrome de Parkinson plus
- Degeneración corticobasal
- La demencia con cuerpos de Lewy
- La demencia frontotemporal  (enfermedad de Pick)[11]
- El síndrome de Gerstmann–Sträussler–Scheinker
- La enfermedad de Huntington
- Lytico-bodig (síndrome de Guam)
- La atrofia multisistémica (síndrome de Shy–Drager)
- Neuroacantocitosis
- La ceroidolipofuscinosis neuronal
- La atrofia olivopontocerebelosa
- Neurodegeneración asociada a  pantotenato quinasa , también conocida como la neurodegeneración con acumulación cerebral de hierro o el síndrome de Hallervorden-Spatz
- Mutación de Parkin (distonía hereditaria juvenil)
- La enfermedad de Parkinson
- La demencia de la enfermedad de Parkinson[12]
- La parálisis supranuclear progresiva,
- La enfermedad de Wilson
- Distonía con parkinsonismo ligado al cromosoma X (síndrome de Lubag )

Inducido por fármacos ("pseudoparkinsonismo")
- Antisicóticos
- Litio
- Metoclopramida[13]
- adicción y uso frecuente de MDMA[14][15]
- Tetrabenazina

Infeccioso
- SIDA y VIH[16]
- Enfermedad de Creutzfeldt-Jakob[17]
- Encefalitis letárgica

Toxinas
- Annonaceae[18]
- Monóxido de carbono
- Sulfuro de carbono
- Cianuro
- Etanol
- Hexano[19]
- Maneb/Mancozeb
- Manganeso
- Mercurio
- Metanol
- MPTP[20]
- Paraquat
- Rotenona[21]
- Tolueno[22] (abuso de inhalantes)[23]

Trauma
- Encefalopatía traumática crónica (demencia pugilística)

Vascular
- Enfermedad de Binswanger ( leucoencefalopatía subcortical)
- Demencia vascular (demencia multiinfarto)

Otras causas

- Hipotiroidismo
- Temblor ortostático[cita requerida]
- Síndrome paraneoplásico: síntomas neurológicos causados por anticuerpos asociados con cánceres[cita requerida]
- distonía-parkinsonismo de inicio rápido[cita requerida]
- Enfermedad de Parkinson de inicio juvenil[cita requerida]